# Странники (Мир Полудня)
Странники — разумная раса в вымышленной вселенной мира Полудня, созданной братьями Стругацкими, факт существования которой остаётся загадкой. Их деятельности ученые, по своей беспечности, приписывают все необъяснимые явления. Их родная планета неизвестна. За всю историю Земли не было отмечено ни одного официального контакта со Странниками, хотя предполагается, что необъяснимые явления: эвакуация целой планеты жителей Надежды: необъяснимое появление янтарных туннелей на Радуге и прочие спасительные акции (что спасло практически всё население планет) - вторжение Странников, как прогрессоров. Упоминания о контактах с представителями Странников в "мире полудня" нет. Тойво Глумов, под руководством Максима Каммерера, ошибочно полагал, что расследует необычные ЧП, как следствия действий Странников, однако оказалось, что инициаторами этих событий были Людены — воплощение следующей стадии вертикального прогресса человеческой расы (о чём мечтал раннее Геннадий Комов). Описываемые события на Земле в 2199 году демонстрирует произведение «Волны гасят ветер». Большое откровение (рассказ о намерениях Люденов) никак не связано с проблемой Странников, которая так и не была раскрыта.
Странники упоминаются практически во всех книгах, посвящённых миру Полудня. При этом их сущность никак не описывается.
В "Комментариях к пройденному" Бориса Стругацкого упомянуто, что "людены - это та часть цивилизации Странников, которую дало именно человечество Земли".

## Внешний вид
Никакой информацией об облике Странников Земля не располагает, однако судя по остаткам их технологий (см. ниже), они — негуманоиды. Среди гуманоидов Надежды и Саулы ходят легенды, что Странники вообще бесформенны, как вода или пар («Попытка к бегству», «Жук в муравейнике»). Бромберг в своем меморандуме предполагал, что Странники — представители разных рас, достигшие уровня Монокосма; с такой точки зрения, которой придерживался и Борис Стругацкий, возможно, что Странниками являются представители расы Люденов (упоминаются только в «Волны гасят ветер»), но достоверных подтверждений от авторов нет.

## Технологические достижения
Странники — технологически развитая разумная раса мира Полудня, а их достижения в науке и технике с лёгкостью опережают все познания людей, тагорян и голованов, вместе взятых. Несмотря на их чрезмерную тягу к таинственности, следы их деятельности обнаруживаются по всей Вселенной:
- Искусственные спутники Владиславы (открыты в 2121 году) и Марса
- «Саркофаг», обнаруженный на безымянной планете системы ЕН-9173 в 2137 году (см. «Дело подкидышей»)
- «Вечные машины» Саулы (2141)
- Искусственный спутник-охранник Ковчега (2161)[1]
- Предполагаемая депортация почти всего местного населения Надежды, открытой в 2162 году, и последующая охота за решившими остаться
- Предполагаемое участие в генетическом преобразовании расы тагорян (точная дата неизвестна)

Непременный атрибут большинства технологий Странников — янтарин, материал, химический состав которого так и не удалось определить земным учёным. Такое имя ему дал А.-И. Бадер из-за его внешнего (цветового) сходства с янтарём.

## Происхождение
Странники — представители различных цивилизаций Вселенной, достигших определённого уровня общественного и биологического развития.
При подробном изучении их деяний и оставленных ими следов во Вселенной можно предположить, что они разработали свой собственный институт «прогрессорства», подобный созданному землянами. К примеру, их действия по отношению к жителям «Надежды» фактически совпадают с операцией «Ковчег» в отношении пантиан — и там, и там использовался способ переселения. В случае Надежды причиной послужила техногенная катастрофа, а в случае Панты — природная (космическая).
Есть предположение, что Странники ведут прогрессорскую деятельность и на Земле («Дело подкидышей»).
В книге «Волны гасят ветер» люден (которые рассматриваются как человеческий вклад в сообщество Странников) Логовенко говорит о том, что если Земле будет угрожать какой-нибудь непреодолимый землянами катаклизм, то людены придут на помощь Земле всею своей силой. Его слова можно толковать с несколькими смыслами, и не все из которых являются положительными в человеческом понимании. Достаточно вспомнить произошедшее на Надежде в романе «Жук в муравейнике» (в тексте романа есть не меньше двух версий произошедшего — спасение населения по мнению Каммерера, или спасение планеты и избавление от населения — по мнению Сикорского).

## Люди и Странники
Единственное общее свойство Странников и людей Земли — это прогрессорская деятельность по отношению к менее развитым цивилизациям Вселенной, ибо будучи единственными активно изучающими её разумными расами, лишь они способны на такое. Поиском следов деятельности Странников занимаются следопыты и Комитет Галактической Безопасности. Несмотря на это, Странникам как-то удаётся хранить свои тайны, и люди узнают о них лишь то, что они забыли спрятать или сами хотят, чтобы о них знали. Для некоторых землян вроде Рудольфа Сикорски Странники стали фобией, однако большинство, как правило, мало ими интересуется.
Существует подозрение, что провалившиеся учения «Зеркало», которые привели к гибели десятков землян в 2136 году, были задуманы как отработка обороны Земли в случае прямого нападения Странников.